# Velika Kladuša
Velika Kladuša (en cyrillique : Велика Кладуша) est une ville et une municipalité de Bosnie-Herzégovine située dans le canton d'Una-Sana et dans la fédération de Bosnie-et-Herzégovine. Selon les premiers résultats du recensement bosnien de 2013, la ville intra muros compte 5 009 habitants et la municipalité 44 770.

## Géographie
Velika Kladuša est une ville située à l'extrême nord-ouest de la Bosnie-Herzégovine, à quatre kilomètres de la frontière croate, à proximité des villes de Cazin, Bihać et Novi Grad.

## Histoire
Avant la guerre de Bosnie-Herzégovine, Velika Kladuša était le quartier général d'Agrokomerc, une des grosses compagnies d'alimentation de l'ex-Yougoslavie. La compagnie s'est bâtie autour d'une ferme pour devenir une entreprise employant environ 13 000 employés à son apogée. Durant la guerre, Velika Kladuša est devenue la capitale autodéclarée de la province autonome de Bosnie occidentale. À la fin de la guerre, la ville abrita le camp principal des Forces canadiennes dans les Balkans qui appuya les missions de maintien de la paix de l'IFOR, et par la suite celles de la SFOR, de 1995 à 2004.

## Localités

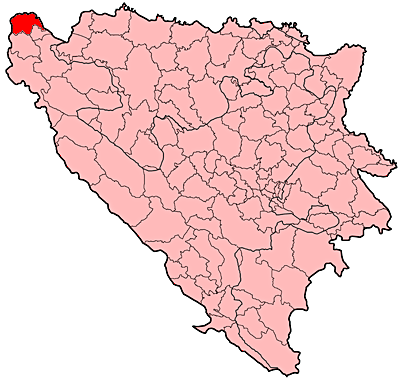
Localisation de la municipalité de Velika Kladuša en Bosnie-Herzégovine

La municipalité de Velika Kladuša compte 49 localités :
| - Bosanska Bojna - Brda - Bukovlje - Crvarevac - Čaglica - Čelinja - Dolovi - Donja Slapnica - Donja Vidovska - Elezovići - Glavica - Glinica - Golubovići | - Gornja Slapnica - Gornja Vidovska - Grabovac - Gradina - Grahovo - Johovica - Klupe - Kudići - Kumarica - Mala Kladuša - Marjanovac - Miljkovići - Mrcelji | - Nepeke - Orčeva Luka - Podzvizd - Poljana - Polje - Ponikve - Rajnovac - Stabandža - Šabići - Šestanovac - Šiljkovača - Šmrekovac - Šumatac | - Todorovo - Todorovska Slapnica - Trn - Trnovi - Vejinac - Velika Kladuša - Vrnograč - Vrnogračka Slapnica - Zagrad - Zborište |

## Démographie

### Villeintra muros

#### Évolution historique de la population dans la villeintra muros
| 1948 | 1953 | 1961  | 1971  | 1981  | 1991  | 2013  |
| ---- | ---- | ----- | ----- | ----- | ----- | ----- |
| -    | -    | 1 034 | 2 831 | 5 206 | 6 902 | 5 009 |

|  |

### Évolution historique de la population dans la municipalité
| 1961   | 1971   | 1981   | 1991   | 2013   |
| ------ | ------ | ------ | ------ | ------ |
| 29 267 | 36 079 | 45 520 | 52 908 | 44 770 |

### Répartition de la population par nationalités dans la municipalité (1991)
En 1991, sur un total de 52 908 habitants, la population se répartissait de la manière suivante :

## Politique
Fikret Abdić est élu maire de Velika Kladuša en 2016.

## Personnalités
- Huska Miljković, militaire.
- Baggio Husidić, footballeur.
- Adis Nurković, footballeur.
- Fikret Abdić, homme politique, élu maire en 2016.